# سیارک ۱۳۸۳
سیارک ۱۳۸۳ (به انگلیسی: 1383 Limburgia، نامگذاری:1934RV) هزار و سیصد و هشتاد و سومین سیارک کشف شده‌است که در ۹ سپتامبر ۱۹۳۴ کشف شد.
قدر مطلق سیارک برابر ۱۱٫۵۰ است.